# Capitol
Capitolul este o diviziune unei anumite lucrări științifice, literare, a unei legi, etc. De obicei, o carte (roman) este împărțită în capitole. 